# Vivian Della Chiesa
Vivian Della Chiesa (Chicago, Estats Units d'Amèrica, 9 d'octubre de 1915 – Huntington, 6 de gener de 2009) fou una soprano lírica estatunidenca que va aconseguir un alt nivell de popularitat com a cantant en la ràdio dels Estats Units d'Amèrica durant la dècada del 1940 i el principis de la del 1950.
Va actuar en una ampla varietat d'obres clàssiques i populars, tant d'òpera com de teatre musical, jazz, i cançons populars. A més de la seva carrera radiofònica, Della Chiesa va participar activament als escenaris d'òpera, principalment a la Chicago City Opera i a la Chicago Opera Company, al llarg de les dècades del 1930 i del 1940. En la del 1950, va esdevenir una cantant de cabaret reeixida, actuant a clubs importants de Las Vegas, Reno i en locals importants en altres ciutats arreu dels Estats Units. Després de la seva carrera de cant va exercir de professora de cant i de recaptadora de fons per a obres de caritat.

## Primers anys
Della Chiesa va néixer en una família italiana resident a Chicago. La seva mare, Dulia (Morelli) Della Chiesa, fou una pianista el pare de la qual havia estat director d'orquestra a Itàlia. La mare va iniciar Vivian en l'estudi del piano quan Vivian era encara una nena. Vivian va estudiar també cant i violí, començant a demostrar als 10 anys interès per l'òpera. A més, va estudiar llengües estrangeres, gimnàstica i dansa. Va assistir a l'Institut Roosevelt de Chicago Est, Indiana, i a la Universitat Musical de Chicago.
De jove Della Chiesa va estudiar al llarg de tres anys amb Marion Claire de la Companyia d'Òpera de Chicago. Aquestes lliçons van ser finançades per "una dona rica filantropa". Els veritables estudis van començar en 1934 amb Forrest Lamont, antic tenor capdavanter de l'Òpera de Chicago. Aquest estudis van continuar fins a la mort de Lamont a finals de 1937.

## Carrera
En 1935 Della Chiesa va participar i guanyar un concurs important patrocinat per l'emissora de ràdio WBBM, filial en Chicago de la xarxa de la CBS. El premi va consistir en un contracte amb uns ingressos de 100$ setmanals per aparèixer en tretze programes radiofònics de difusió setmanal. Les seves actuacions van fer que Paul Longone, empresari de l'Òpera de Chicago, la convidés a una audició. Della Chiesa va obtenir així un contracte amb l'empresa de tres anys de durada. El seu debut va tenir lloc el 15 de novembre de 1936 fent el paper de Mimì de La Bohème de Puccini. Va interpretar amb la companyia a més els papers d'Adina de L'elisir d'amore de Donizetti, Micaela de Carmen de Bizet, Marguerite del Faust de Gounod i Eudoxie de La Juive de Fromental Halévy. En 1943 va cantar per dos cops sota la batuta del compositor italià Italo Montemezzi, en les seves òperes L'amore dei tre re, en el paper de Fiora, i en l'estrena absoluta, transmesa el 9 d'octubre de 1943, de L'incantesimo, en el paper de Giselda, ambdues amb la Simfònica de la NBC. Un triomf particularment important de la seva carrera radiofònica va tenir lloc en al transmissió d'un concert de 1943 de l'Ein deutsches Requiem (Un rèquiem alemany) de Johannes Brahms, amb el director Arturo Toscanini i l'Orquestra de Simfònica de la NBC. Va cantar amb l'Òpera de San Francisco en 1944 (Falstaff de Verdi, en el paper d'Alice i Faust, en el paper de Marguerite) i en 1945 (Borís Godunov de Mússorgski en el paper de Marina, cantada en italià, amb Ezio Pinza; Cavalleria rusticana de Mascagni en el paper de Santuzza; Don Giovanni de Mozart en el paper de Donna Elvira; La bohème en el paper de Mimì). Vivian va aparèixer també amb l'Òpera de St. Louis, la Companyia d'Òpera de Cincinnati i l'Òpera Internacional de l'Havana. Va aparèixer amb l'Òpera de la Ciutat de la Nova York en 1947 fent el paper de Maddalena en Andrea Chenier d'Umberto Giordano. Della Chiesa va participar també com a solista amb la Simfònica de Chicago i amb l'Orquestra Simfònica de Toronto.
La ràdio va ser una part important de la carrera de Della Chiesa. Va cantar en diversos programes radiofònics durant la seva carrera, incloent-hi The American Album of Familiar Music, The American Melody Hour i The Standard Hour, entre d'altres. Durant la dècada del 1960, va passar un temps breu com a presentadora de televisió de tarda a la cadena WLWT de Cincinnati. Posteriorment, la seva carrera va fer la transició a les actuacions en clubs com l'Empire Room del Waldorf-Astoria de Nova York. “Vivienne Della Chiesa” apareix en la llista d'intèrprets cèlebres de l'any 1970 al Deauville, un hotel de Miami Beach.

## Vida personal
Della Chiesa es va traslladar a viure a Huntington, Long Island, Nova York, a finals de la dècada del 1950, portant la seva mare vídua amb ella. Va compartir la seva casa amb la seva germana viuda, una neboda i un nebot, al llarg d'un extens període. Es va casar tres vegades. El seu tercer marit, Alfred J. Ré, va morir abans que ella.

## Mort
Va morir el 6 de gener de 2009 a una residència d'ancians de Huntington. Va ser enterrada al Cementiri St. Patrick de Huntington.

## Llegat

### En la cultura popular
Judy Garland va esmentar Vivian Della Chiesa al seu concert al Carnegie Hall del 23 de gener de 1961, amb unes paraules enregistrades a l'àlbum "Judy al Carnegi Hall". En elles diu: “us he de dir una altra cosa sobre París. A l'interludi vaig canviar-me de vestit i vaig posar-me uns pantalons i la cremallera de la part posterior dels pantalons no es volia quedar cordada. Just abans de sortir per a continuar el concert, vaig posar-li un gran pin de seguretat als pantalons. No hauria d'haver gesticulat massa alegrement mentre actuava, però vaig rodar per sobre el piano i en aquell moment el pin es va soltar. Mai he cantat tan alt i tan ràpid... vaig sonar com Vivian, Vivian Della Chiesa!”

## Discografia parcial

### CD
- Johannes Brahms. Requiem. Arturo Toscanini, NBC Symphony Orchestra, Westminster Choir, Herbert Janssen, baríton, Vivian Della Chiesa, soprano. Guild, GHCD 2290. Enregistrat en directe el 24 de gener de 1943.
- Giuseppe Verdi. Falstaff. Renato Cellini, New Orleans Opera, Leonard Warren en el paper de Falstaff, Vivian Della Chiesa en el paper d'Alice. VAI Audio.
- Italo Montemezzi. L'incantesimo. Estrena mundial amb la NBC Symphony. Souvenirs from Verismo Operas Volume 4 del segell IRCC.

### LP
- Verdi, Giuseppe. I Lombardi. Act III, 'Qui, posa il fianco….Qual volutta trascorrere'. Arturo Toscanini, NBC Symphony Orchestra; Vivian Della Chiesa, soprano, com a Giselda; Jan Peerce, tenor, com Oronte; Nicola Moscona, bass, com l'ermità. Enregistrat en directe el 31 de gener de 1943. RCA Victor LM-6041.
- Come Rain, Come Shine. 20th Century Fox Records TFM 3140